# 下田充利
下田 充利（しもだ みつとし、1958年11月10日 - ）は、岡山県出身の元プロ野球選手（投手・捕手）。

## 来歴・人物
岡山県立東岡山工業高等学校から1976年ドラフト6位で日本ハムファイターズに入団。高校では投手も、その後は捕手へ転向。プロ入り後に腰痛に苦しみ、1981年に引退。
引退後は、地元で一般企業に勤務しながら日本ハム球団への新人発掘アドバイザーとして近県の有力な高校生、大学生、社会人を推薦して多くの選手を輩出している。その後は転勤により滋賀県を中心に少年野球チームの監督を務める傍ら、高校の外部コーチ、また近年はプロ野球OBクラブの活動も行っている。

## 詳細情報

### 年度別打撃成績
- 一軍公式戦出場なし

### 背番号
- 38 （1977年 - 1981年）